# Emmanuel Tjibaou
Emmanuel Tjibaou   (Hienghène, 17 de març de 1976) és un polític canac que va ser elegit diputat a l'Assemblea Nacional francesa en representació del Front d'Alliberament Nacional Canac Socialista per la segona circumscripció de Nova Caledònia en les eleccions legislatives de 2024, amb un 57,44 % dels vots sota el paraigua del Nou Front Popular. Fill de Jean-Marie i Marie-Claude Tjibaou, és el primer diputat independentista canac des de 1986 i el segon en la història, el primer va ser Rock Pidjot, una victòria la seva que és conseqüència de les protestes de Nova Caledònia de 2024.